# Pseudocopicucullia syrtana
Pseudocopicucullia syrtana är en fjärilsart som beskrevs av Paul Mabille 1888. Pseudocopicucullia syrtana ingår i släktet Pseudocopicucullia och familjen nattflyn. Inga underarter finns listade i Catalogue of Life.